# 所ジョージ
所 ジョージ（ところ ジョージ、1955年〈昭和30年〉1月26日 - ）は、日本のシンガーソングライター、コメディアン、俳優、司会者。本名：芳賀 隆之（はが たかゆき、出生名：角田 隆之）。愛称は、所さん。
埼玉県所沢市出身。東京都世田谷区成城在住。ティヴィクラブ所属。

## 概要
小平市の錦城高等学校を経て1浪後、公募推薦入試で拓殖大学商学部に進学するも学費納入の手続きを忘れ、学費未納として除籍される。
「シンガーソングコメディアン」を自称し、ミュージシャン・コメディアンとして芸能界デビュー。その後、日本を代表するタレントとして複数の冠番組を持つ。上記の通り、多数のジャンルに渡って幅広く活動を行っている。
本人は2013年春頃より親しい人たちに「還暦を過ぎても俺がテレビに出続けるのはどうかなぁ」と話すようになり、60歳を境に引退の可能性があると言われていた。しかし2015年に60歳を迎えた後も2024年に日本レコード大賞作曲賞受賞、2025年に70歳の古希を迎えた現在でも芸能活動を継続している。

## 芸能活動

### 芸名の由来
芸名の「所ジョージ」の由来は、出身地の所沢市と柳ジョージをモチーフに宇崎竜童によって「所沢の柳ジョージ」という意味で命名された。東京スポーツでの宇崎竜童の連載では「外国でも通用するような名前がいいだろう。オレの本名はシュージ（修史）で外国でも通用しそうだから..そうだ、『ジョージ』でどうだろう。そう、この瞬間に『所ジョージ』が誕生したんだ」と宇崎自身が述べており、「柳ジョージ」には触れられていない。タモリは「所」「とっころさん」、ビートたけし、坂崎幸之助からは「所」、和田アキ子は「所っち」、伊東四朗は「ジョージ」「とこちゃん」、明石家さんまは「所さん」や「所ジョージ」とフルネームで呼ぶこともある。一般的には「所さん」と呼ばれる事が多く、自身が司会を務める番組名も頭に「所さんの」と付くものが多い。

### ミュージシャン・音楽面
拓殖大学に入学するも1度も授業に出ず、2年生に進級できなかったため音楽の道を志す。程なくデモテープが「面白い」と北島肇プロデューサーに認められて音楽業界に入る。ダウン・タウン・ブギウギ・バンドのボーヤとして、渋谷にあったライブハウス渋谷ジァン・ジァンで前座を務めていた。もう一人の河原崎直彦プロデューサーがダウン・タウン・ブギウギ・バンドも手掛けていた関係で宇崎竜童と出会い、前座で出演するに当たって「所ジョージ」と命名された。ライブ会場では小遣い稼ぎのために勝手に宇崎のシールを作って売ったり、ステージ上では「どうせ誰も聞いていない」との理由で餅を焼いて食べるなどしていた。人前で歌ったことがない状態からボーヤを経て、1977年7月25日に『ギャンブル狂想曲/組曲 冬の情景』で、シンガーソングライターとしてデビュー。
1980年代前半は、CBSソニーの新人登竜門の新宿ルイードなどでしばしば営業活動を行っていた。楽曲などの演奏はほとんどなく、主にしゃべり+ギターの流し芸人スタイルであった。大手との契約があったこの頃より、客を軽視するバカ芸風が確立された。
1998年、フジテレビの番組『MUSIC HAMMER』の企画としてシングルCD『「ミュージック・ハンマー」オリジナルサウンドトラック“トンカチ”』をリリース。このCDでは同番組で所と共に司会を務めた坂崎幸之助、篠原ともえも参加している。
1999年には明石家さんまの人生を描いた曲『明石家さんまさんに聞いてみないとネ』をリリース。この企画はさんまが司会を務める『さんまのまんま』に所がゲスト出演したことがきっかけで始まった。この曲にはさんま本人とゲストとしてたまたま通りかかった工藤静香も参加している。プロモーション・ビデオは多忙なさんまと所の2人のスケジュールが取れないため、レコーディング風景の映像をそのまま使っている。記者会見では「ライバルはGLAY」「目標は売り上げ5000万枚」「NHK紅白歌合戦出場を狙う」などと言っていた。なおアルバム『洗濯脱水』には『明石家さんまさんに聞いてみてもネ』という曲も入っている。
2002年7月には、女性フォークデュオ「素一（すっぴん）」のシングル「白い月」で初めて他のアーティストのプロデュースを行った。シングル「白い月」は2002年7月24日に発売され、収録されている「白い月」「治療」「ガンバレ」 の3曲の作詞・作曲も所が担当している。
2004年9月、男性フォークデュオ「コブクロ」とともに「トコブクロ」を結成。所がイメージキャラクターとして出演した缶コーヒー「ワンダ モーニングショット」（アサヒ飲料）のテレビCMのイメージソングを制作した。2004年9月29日には、マキシシングルCD『毎朝、ボクの横にいて。』として発売。
その他にも、NHK『みんなのうた』では、1989年には「背中でツイスト」、1999年には「歩いてみっか!」を歌っている（前者は所の歌では未発売。ただし中尾隆聖、柳田ヒロ、赤坂東児らがカバーしたものがCD発売されている。後者は所の歌でCD発売）。なおこれらの曲について、前者ではアニメキャラクター、後者はCGキャラクターとして、映像に登場している。
2006年には、エイベックスより、アルバムを1枚リリース。また山本譲二とのユニット「譲二さんと所さん」名義でコラボレーションシングルをリリース。山本との競演に関しては「この異色ユニットでNHK紅白歌合戦に出たい。」と望んでいたが叶わなかった。
2010年3月、アルバム『コケコッコゥ!!〜七色の声色〜』をリリース。八代亜紀、奥田民生、トータス松本、GO!GO!7188、ビートたけしとおぼしき声が聴こえるが、所は「最新技術を駆使して私の声を七色に変えている」と言い張っていた。その後のインタビューで所は、最新技術云々はレコード会社の契約上の問題で直接に歌手名を出せないがために考案した架空の設定であると語っている。
2012年10月8日に、”世田谷一郎”の名でYouTubeにチャンネル登録がされており、所ならではの遊び心に富んだ自主企画と合わせ、”最近の歌”と称して、生歌（販売前のものも含む）を投稿している。なお、所の意向により、収益化はしていないことも明らかにしている。後にチャンネル名が“SETAGAYA BASE 工作部”に変更されている。
2014年9月13日に自主レーベル「Jam Cracker Record」を設立し『JAM CRACKER 1』と『JAM CRACKER 2』の二作を同時に発売。CDの価格は破格の1枚756円、収録曲は2枚で合計29曲である。
2024年 第66回 輝く！日本レコード大賞で、新浜レオンに楽曲提供した「すべてをあげよう」で作曲賞を受賞。

#### 楽曲の特徴
曲作りに関しては、いろんなものが混在して明確ではないが、ベースには吉田拓郎やレッド・ツェッペリンがあると思うと話している。楽曲には遠慮のない表現やパロディが盛り込まれていることが多い。そのためレコード・CDが販売されても早々に廃盤になったり、ライブで演奏はできても発売されない楽曲も多くある。シングル『まったくやる気がございません』のイントロでも「滅多に売れたことのないと言う（以降省略）」と言っており、1982年のインタビュー記事では「うちは、宣伝もしないし、あまりプレスもしないんでね。もう限定盤みたいなもんです。（笑）〔ママ〕」と語っており、20周年記念アルバム『カニバーサミー』を出演番組で宣伝した際も「（自分の歌は）どうかしてる。売れないわけだ」とコメントした。しかし、デビューアルバム『現金に手を出せ!!』はオリコン最高位33位を記録し、シングル『寿司屋』はザ・ベストテンで、20位より下のかなり低い順位ではあるがランクインしたこともある。1982年のインタビュー記事では「ぼくのシングル盤だって、一万か二万は売れる」と語っている。
実体験をモチーフにした曲が多く、権威的なオーディオ関係誌のレビューコーナーで「ドキュメンタリーソングの第一人者」と評されたことがある。また、コミックソングも多いが、業界の中では宇崎竜童や奥田民生などから高い評価を受けており、レコーディングに大物ミュージシャンや森高千里などの意外なゲストが参加することもある。友人であるアルフィーの高見沢俊彦は、『新堂本兄弟』に所がゲスト出演した際に「こいつ天才なんじゃないかな」と語っていた。音楽業界において唯一無二の存在であるが「一人だとその分野は盛り上がらない」と、自分の後に続く者が現れないことを嘆いてもいる。
パロディに関しては、若手の頃から所の楽曲作りにおいて欠かせないものとなっている。ロックやバラード、テクノやレゲエ、演歌、民謡、民族音楽、童謡、軍歌に至るまで、ジャンルにとらわれることなく幅広い曲作りをしている。
レコーディングされたもっとも短い楽曲は、「スブタ」という曲（『ホング・コングの逆襲』『史上最大全集しょのいち』収録）。歌詞が12文字、演奏時間が5秒の作品。よくバラエティ番組で披露されることが多い。『どっちの料理ショー』や『SMAP×SMAP』で紹介されたこともある。
NHK『スタジオパークからこんにちは』出演時 に「♪梅雨時ーに元気なのはカタツームリー。元気なのに、遅い」（『安全第二』収録の「かたつむり」）という、大抵の人が聞いたら呆れる歌（所本人が発言）を歌った際、住吉美紀（当時NHKアナウンサー）が曲を聴いて生放送中に感動して泣きだすハプニングがあり、所が「あなたどういう感覚してるんだろう」と驚いていた。
コミックソングを歌う反面、心に染み入る歌や哲学的で深い内容の歌も数多く歌っている。音楽評論家の萩原健太は、2009年2月17日放送の『誰も知らない泣ける歌』において「僕は所さんの歌が大好きで、本当に良い曲多いんですよ。日本で一番過小評価されているシンガーソングライターだと思います」と評している。その日、所が自分の歌で一番好きだと言っているという「ご自由にどうぞ」（『洗濯脱水』収録）が「娘への愛にあふれた歌」として紹介された。

#### その他、音楽に関して
大きな影響を受けたという吉田拓郎が司会を務めていた『LOVE LOVEあいしてる』に3度出演した際、吉田の楽曲を色々貰ったので、お返しに「『ラクダの商人』や『精霊もどし』あげる」と所の楽曲をプレゼントしようとすると、吉田から、「いらない」とあっさり断られた。なお、貰った楽曲のうちの1曲「恋の唄」は、所が2番の歌詞を書き加えて、1999年に発売したアルバム『洗濯脱水』に収録している。
ギターで3カポを多用するため、3フレット分ネックをカットしたギターをオーダーメイドした。ボディの裏側に大きく「TURBO」と書かれていたため、「ターボギター」と呼ばれていた。後に井上陽水にこのギターをプレゼントした際、陽水はネックの短さに驚いている。この経緯については『LIVE 絶滅の危機』に、所本人が語っている様子が収録されている。
宝くじ・ミスタードーナツのCMやいくつかの看板番組では出演するとともに、テーマソングを作詞・作曲し歌っている。なお、日本石油（現在のENEOS）が発行していた『日石・ONE-UPカード』のCMにも1987年から1989年まで出演していたが、CMオリジナルソング（1989年頃に放映された、『映画・バットマン』とのコラボレーションCMにてCMソングとして起用された）は本人の歌唱ではない。『世界まる見え!テレビ特捜部』におけるラサール石井の証言によれば、出演料だけでなく、別途作詞・作曲料も請求している。この件に関して、所本人は否定せず苦笑していた。ただし、所とのCM契約終了後も使用されていることがあり、ネタか本当かは不明。また、『所萬遊記』では「権利料はいらないから過去の曲を番組のテーマなどに使用して欲しい」などと話しており、現在は動画サイトで新曲を無料配信している。
音符を書いて譜面を書くことが面倒臭いのと、とっさに別荘に五線紙がない場合もあるため、歌詞の上に文字で音階を書いて譜面代わりにしている。
タモリがハナモゲラ語で作詞した「けさめらの親王むれさのはけ姫に詠む」と言う歌がある（『ジョージのセロリ・パセリ』収録）。

### タレント業
バラエティ番組等で見せる、肩の力を抜いたいい意味での「いい加減さ」が人気であり、司会等レギュラーを務める番組は多数で長寿番組も多い。また、「理想の父親」「上司ランキング」の常連でもある。そのリラックスした司会ぶりは、かつて島田紳助に羨ましがられていたこともある。
1977年、無名だった当時に『オールナイトニッポン』のメインパーソナリティに抜擢される。これをきっかけに本格的にタレント業に進出する。当初は『元祖どっきりカメラ』などで仕事中に駐車していた愛車をスクラップにされてたり（もちろんすり替えであるが、本人の目の前を本物の愛車が走って来て、そのまま壁にぶつけられてしまう）、歌詞を間違えたら私物没収→視聴者プレゼントでヨットを没収されたりなど、若手ならではのヨゴレ仕事もこなして来た。
1979年からは『ドバドバ大爆弾』（テレビ東京）のメイン司会者に就任し、一躍名が知れ渡ることとなる。この当時について、所は「とにかく『所ジョージ』の名前を覚えてもらおうと思って何でも仕事を引き受けた。どんな仕事をやってもソングライターの思いを持っていればいいと思ってた。でも、時代劇の中でどうすりゃソングライターの顔ができるんだよ。ドラマも同じ。そのうちソングライターだって忘れちゃった。24歳でいつの間にか司会業をやってた」と語り、「その後は誰もソングライターとして見てくれなくなった」との悩みも打ち明けている。
1984年、第22回ゴールデン・アロー賞放送賞受賞。
1983年10月から1990年3月まで、新人の頃から親交の厚いタモリが司会を務める『笑っていいとも!』（フジテレビ系列）にレギュラー出演。『金言・格言 色紙でどうじょ!』『所ジョージさんの頭悪いんじゃないの?』などのコーナーが人気となる。同じフジテレビ系列では、1985年から『所さんのただものではない!』が始まり、1989年からは『邦ちゃんのやまだかつてないテレビ』の準レギュラーを務める等、バラエティに欠かせない存在となる。
1986年から2001年まで、ミスタードーナツ（2010年に復帰）、1996年から2006年春まで宝くじのCMのイメージキャラクター（2015年に復帰）を務めている。明るく弾けたキャラクターでこれまでに無数のCMに出演。出演CMのCMソングも数多く手掛けた。
1997年にはCM出演に関して、アメリカの経済紙・ウォールストリート・ジャーナルの一面に取り上げられたことがある。トヨタ・キャバリエやコカ・コーラのCMに出ていたことを例に挙げ、「アメリカが日本に商品を売りたいのならジョージ・トコロに任せればいい。ミスター・トコロに匹敵するアメリカ通商代表はいない」と顔写真付きで紹介された。
前述のようにタレントとしての芸風は「いい加減さ」を売りにしているが、1980年代まではテレビでは縦横無尽に暴れまわる芸風であり、番組スタッフと内容を巡って以下のような軋轢を起こしている。
- 日本テレビ系列においては、『11PM』の水曜日の司会を長年続けた愛川欽也の勇退を受けて、1986年4月より水曜日の司会に起用された。これは同じ日本テレビ系列の『TV海賊チャンネル』での功績を認められての抜擢だった。しかし、『TV海賊チャンネル』時代には所ワールドと言ってもいいくらい自由だったのに対し、長寿番組『11PM』では制約が多く、スタッフらとの意見衝突もあって、半年で降板した。
- フジテレビ系列においてはレギュラー出演していた『笑っていいとも!』において、所がやりたがっていた企画と、スタッフが所に出した企画の内容の違いが浮き彫りになった。次第に『いいとも!』が当初のマニア受けの番組から万人受けする番組に変化する中、所の存在や出演コーナーは番組全体から浮くようになった。スタッフとの考えの違いは埋めきれないまま、所は1990年3月に『いいとも』を降板。
- これを契機に一時期フジテレビに対して不信感を抱き、次第にフジテレビでの仕事を減らし、『ものまね王座決定戦』の司会、『邦ちゃんのやまだかつてないテレビ』の準レギュラー、『所さんのただものではない!』の司会を1992年3月までにすべて降板した。1992年4月から1995年3月までは『世界の超豪華珍品料理』や『たけし・逸見の平成教育委員会』[注釈 3]、『平成教育テレビ』（FNSの日）などの特番などには出演するものの、レギュラー番組への出演はない。1997年10月からは『奇跡体験!アンビリバボー』にレギュラー出演するも、2012年9月に降板。
- こうした経緯によって、1990年代においては再度日本テレビでの仕事が多くなった。『マジカル頭脳パワー!!』ではかなりの正解率を誇り、VTR問題はVTRが出た瞬間に正解するなど、頭の回転力を見せつけ、ほぼ毎回トップ頭脳賞を獲得していた（出題される前に正答したことすらある）。しかし、スタッフのクイズ・ゲームを重視する主張と、所の「クイズも大事だが出演者同士のやりとりも大事」とする主張の対立により、1996年10月10日をもって同番組を降板した。
- 現在では日本テレビ、フジテレビともわだかまりもなくなり、日本テレビでは多くのレギュラー番組が存在し、フジテレビにおいても、かつてスタッフと喧嘩別れした『笑っていいとも!』の「テレフォンショッキング」に2014年3月の番組終了までに5回ゲストとして出演している。

2010年4月14日、『所ジョージのオールナイトニッポンGOLD 木曜日』収録中に体調の不良を訴え、病院で診察の上、各種検査（血液・CT・MRIなど）を行なったが原因は不明。レギュラー出演している番組収録は数日（翌週）持ち越され、自宅療養することとなった。しかし、収録再開後も体調不良は三週間に渡って続き、『所さんの世田谷ベース』や『所さんの目がテン!』などの収録は、体調が回復するまでキャンセルされた（「所さんの目がテン!」では、MCの代役に林家正蔵や峰竜太を立てて収録された）。所の体調不良は、『所さんの世田谷ベース』の「第78回：花見ドライブ」（2010年5月9日放送）・「第79回：めくるめくプラ戦車」（2010年5月23日放送）の回でも既に見られ、所自身はこの回の収録が直接のきっかけになったと述べている（『所さんの世田谷ベース』の「第80回：愉しきかな車いじり」オープニングトークより）。

### 俳優・声優業
俳優としては、1980年代半ばから1990年にかけて『うちの子にかぎって』『パパはニュースキャスター』『はいすくーる落書』『ママハハ・ブギ』などTBS系のドラマに脇役として多数出演。1993年に黒澤明監督作品『まあだだよ』に出演し、第17回日本アカデミー賞優秀助演男優賞、第36回ブルーリボン賞助演男優賞を受賞。1994年には名作の誉れ高い『私は貝になりたい』のリメイクに主演、当時は役者転向かとも言われたが、現在もタレント、ミュージシャン業をメインにしている。役者業をしたのは、ある人に曲が売れないことを話したところ、「ドラマに出演すれば、曲が売れるのではないか?」と唆されたからだと語っている。また、声優としても活動しており、海外ドラマの『アルフ』やピクサーの『トイ・ストーリー』シリーズ、宮崎駿監督作品『崖の上のポニョ』などに出演。

## 創作活動

### 雑誌
著書も数多いが、それとは別に雑誌の制作も行っている。現在も続刊中の月刊誌『ライトニング』は、所が自らの所属事務所であるティヴィクラブに出版部門を設立して創刊させたもの。その後『ライトニング』は枻出版社に版元変更し、本人との関わりはわずかとなったが、個人としてメディアを所有した芸能人は世界的にも稀である。他にも過去には『デイトナ』などトータル・コンセプターとして接している雑誌もある。テレビ番組『所さんの世田谷ベース』のムック版『所ジョージの世田谷ベース』や、ビートたけしと組んだ『FAMOSO』の編集にも関わっている。『FAMOSO』創刊号は即日で完売し、各地で展覧会が開かれるなど好評を博している。

### 発明、デザインなど
「創意工夫」をモットーとして、ライフワークとして発明家の顔も持っている。TxTハンマーアイアンというゴルフクラブの開発に携わり、北野武を共同発明者として特許を出願している（特願2005-234921）。他にもパットを真っ直ぐ打てるようになる小物などゴルフ絡みの発明は多い。それ以外にもテレビのリモコンと爪切りが合体した物や、ポットと懐中電灯がくっついた物といったユニークな発明も行っている。
Tシャツ、ジャケット、バッグ、腕時計といったファッショングッズのプロデュースもしている。多くの前掛けを繋ぎ合わせデニム風にして、自ら着用していたこともある。その他、フィギュアや置物、ステッカーなどもデザインし、ファッショングッズと共に販売もしている。所にはコーディネーターがいないため、テレビに出演する際には主に私服を着ているが、自身がデザインした服を着ることも多い。
またガンマニアである事が高じ、ウエスタンアームズで「世田谷ベース制式装備品」シリーズと題したカスタムエアソフトガンのプロデュースを行っている。
「今の時代は100年後に語られるものがない。昔の人が考えたものをそのまま使っているだけ。何か文化を残さないといけない」ということで、新しい漢字や四字熟語、民謡などを作ることを自身の宿題としている。いずれもシャレを交えているが、所流の創作四字熟語である『四字列語』は『朝日新聞』で連載され本にもなった。
絵描きとしても活動しており、『所さんのまもるもせめるも』など多くのテレビゲームのキャラクターデザインを手掛けている。また、『少年ビッグコミック』にて『ジョージ君の人間図鑑』というマンガを連載していた。2ページの見開きマンガで自身の趣味や日常生活を描いていた。自らデザインしたキャラクターを用いた『となりのトコロ』というアニメ（OVA）を制作したこともある。所自身がCGキャラクターとなった短編CGテレビアニメ『デジタル所さん』は、アニメ界のアカデミー賞と呼ばれるアニー賞の最終選考にノミネートされ、アメリカのフィルムフェスティバルで金賞を受賞した（受賞者は原作・監督の今吉将之）。

## 生活・思想
妻はもともと行きつけのスナックのママであり、現在は『ブンブーンクッキング』の著者、また所の事務所・ティヴィクラブ社長でもある芳賀文子。ビートたけしから、「かみさんは福島出身だから、おにぎりのことを『おぬぐる』と言うんだろ」と冷やかされていた。結婚披露宴では赤塚不二夫が自らビデオカメラを持ってきて撮影し、仲人はタモリが務め、披露宴では所の経歴を「拓殖大学を優秀な成績で除籍」と紹介され、本人も喜んでいる。この時以来、「仲人といえば」「親も同然」が、タモリと所の間の合言葉になっている。披露宴には、当時パーソナリティを務めていた『所ジョージのオールナイトニッポン』のリスナーを招待した。新婚旅行は宇奈月温泉であると、オールナイトニッポンで明かしている。本名の芳賀は妻方の姓であり、妻が一人っ子のため、義父に「跡継ぎがいないから養子になるなら結婚してもいいよ」と言われ、「はい、なります」と即答し芳賀姓となる。二女の父。次女とはCMで共演したことがある。ジツワ銀行に長女、次女共にゲストで出演した理由が次女本人から「髪をワンブロックにして生えてくるまでの過程がみっともないからエクステをつけるための小遣い稼ぎ」と話し、出演者を驚かせた。長女は「暇そうだから連れてきた」と話した。それ以降はメディアにほとんど出演していないが、現在でも「二世タレントではなくても女優で売れる」と言われるほどの美女である。所の家族に対する愛情は自他共に認めるところであり、「私の家族は素晴らしい」「妻の手料理が世界一私の舌に合っている」など、称賛している。テレビの収録などが終わった後の、いわゆる飲み会にはあまり出席せず、可能な限り自宅で食事をする主義である。その代わり、共演者や友人などを自宅に招いて、もてなすことが多い（特にビートたけしは10日と置かずに所の家を訪問することを楽しみの一つとしているほどであった）。妻もそんな所に応えるために日々、料理の腕を振るっている。過去には妊娠8か月のお腹で自ら車を運転し、福島の港まで魚を買い付けに出掛けたという豪快なエピソードもある。二人の娘は幼少期に、所や来客のグラスにビールを注ぎ「おひとつ、どうぞ」と、おマセで可愛らしい接待をして「さすが私の娘だ!」と所を破顔させ喜ばせたとのこと。
「私はアメリカ人だから」と自称するほど、ライフスタイルは徹底したアメリカンスタイル。トレードマークは「おでこメガネ」「額グラサン」とも呼ばれる、額にめがねやサングラスをかけた姿である。ジーンズにTシャツといったラフな服装でテレビに出ることが多く、その縁でベストジーニスト（第4回・1987年）に選ばれたこともある。
大学の授業には全く出席しなかったが、部活動には熱心で、拓殖大学のアーチェリー部に所属していた。『徳光&所の世界記録工場』（日本テレビ）などのテレビ番組でその腕前を披露している。ブランクがあるにもかかわらず軽々と的の中心付近を射抜き、かつての片鱗を見せていた。当時は丸刈りに学生服という縦社会に染まっていたため、コント赤信号のツッパリコントを観て「あんなの体育会系じゃない」と憤っていたという。また、高校時代はハンドボール部に、中学時代はテニス部に所属していた。
『オールナイトニッポン』に出演していた20代の頃から、何度もカツラメーカーからCMのオファーがあるも、断っていた。頭髪が薄くなったのは、ビートたけしにピコハンで叩かれすぎているからと、まことしやかな事も言われている。
ダ埼玉という言葉が話題になっていた1980年代前半、埼玉県庁発行の県民だよりに「…オレが言ってるのは本当にそう思ってるから。別に埼玉という土地を嫌いなわけじゃないし悪さを感じている訳でもないけど、強がりを言ったり見栄をはっているところがダサイんだよ。…でも、まあ子供を育てるにはいいところだと思うね。自然も残っているし」（要旨）とのコメントを寄せている。
1984年、第1回新語・流行語大賞で「す・ご・い・で・す・ネッ」が流行語部門大衆賞を受賞するなど、流行の先駆者でもある。、また、本人は上述の「おでこメガネ」スタイル（帽子の上に掛けるものも含む）を21世紀に復活させたり、以前女子高生などの間で流行した「ゲロゲロ」「…かもしんない」という言葉や「ルーズソックス」の先駆けも自分であると言っている。
クールでドライな一面もあるためか、人前で涙や悲しみを絶対に見せない。また、『笑ってコラえて』『奇跡体験!アンビリバボー』などの番組で感動的なVTRが流れた後、スタジオで共演者が涙を見せる中で、目を潤ませることはあっても絶対に涙を流さない。また、お葬式にも報道陣の前ではあまり姿を見せず、黒澤明の通夜で取材に応じたぐらいである。ただし、明石家さんま曰く、『オールナイトニッポン』の最終回では号泣していたとのこと。
2008年7月、男性マネージャーが5000万円以上を横領したため、解雇とした。この男性マネージャーは、CM担当をしていた。2009年の『大改造!!劇的ビフォーアフター』記者会見では弁護士に対策を任せてあり、さほど気にしていないと語った。
2009年4月19日放送『これが世界の現実だ!アフリカ最貧国・ベナン救済計画』（テレビ朝日）で、ベナンの子供達へ通学バスやランチプレートを寄付していると公表した。この通学バスは、所の自家用車の整備を手がける輸入車ディーラーが輸入したダッジ・ラムを、同じく所行きつけの自動車板金業者でスクールバス仕様に改装したものである。
犬を飼っており、犬種はロットワイラーである。名前は、エルメスのケリーバッグからヒントを得て「ケリードッグ」と名付けられている。通称は「ケリー」で、『所さんの世田谷ベース』にも出演している他、アルバム『JAM CRACKER 1』と『JAM CRACKER 2』のジャケット写真にも登場している。『天才!志村どうぶつ園』にてゲスト出演したときに交友のある志村けんから贈られた犬だった。食いしん坊の一面があり、ある日、ガレージに備蓄しておいた粉末タイプのアクエリアスの袋を食いちぎって中身を舐めてしまった形跡があったとのこと（5袋ぐらいあったはずが2袋しか残骸が残っていなかった。当初は悪戯した程度だと思っていたが翌日の散歩でアルミ片の混ざった糞をしたので所はケリーの体を心配しつつも呆れ「銀紙犬」と呼んだ）。また、甘えん坊で、所のベッドにしばしば入って来ることがあるが、自分の糞を踏んだ足でくることもあり「臭くて困る」と苦笑している。しかし所はケリーを溺愛し、美人だと目を細めている。
また、過去にも何匹か飼っていた。中でも有名なのは、CMで所と共演したこともあるシベリアンハスキーのインディーである。2009年12月17日放送『所ジョージのオールナイトニッポンGOLD』での所の話によると正式な名前は、インディアナ・ジョーンズという。映画の『インディージョーンズ』の劇中で主人公の名前は犬の名前であるという場面があるが、それよりも前に「インディアナ・ジョーンズ」と名前を付けたのは偶然だったと述べた。インディーは大型犬としては長寿で、18歳まで生きた。
- インディーの死を病院で確認して貰うために車に乗せて連れて行ったが休診であったため、そのまま帰宅。翌日再度行くのだから…と車にインディーを横たえたままにしていたが、妻に「自分の家（犬小屋）に戻してあげて」と言われて犬小屋に戻した。所は、病院へ連れて行く車中にて「おまえは、私の芸能活動に貢献した」と感謝の意を述べたとのこと。

猫を飼っていたこともある。名前は「ダディーコビヤマウリンボウヘコキムシキンチャンタロウ」通称「ダデオ」。1980年代後半、まだ一般に珍しく、家の中で飼育されることが多かったアメリカンショートヘアを家の外にも自由に出られる環境で飼っていた。すると「アメリカンショートヘアがロングヘアになった」とのこと。また、大人しい性格と華奢な体躯は野性味を増していき、近所の野良猫たちとケンカをしては傷だらけになって帰ってくることもしばしばあった。所曰く「ウチは甘やかしませんからね。世間知らずはダメです」とのことで、しばらくするとケガもしないで悠々と帰ってくるようになった。現在は自宅で十数匹の猫を飼っている。
親交の深いビートたけしと明石家さんまの裏番組には出演しないことを公言している。一方で、自身の『所さんの世田谷ベース』に番組立ち上げ時から出演していた清水圭が同時間帯にCSで新番組を立ち上げた際には激怒し、即座に清水を降板させた。
2010年4月に体調の不良を訴えて各種検査（血液・CT・MRIなど）を行なった。血液はサラサラで各検査もAランク診断結果だったと述べ、体調不良の原因の一つに、番組収録中にお腹がグルグル鳴るのが嫌で番組収録の前には一切食べ物を口にせぬ考えから、朝昼食を抜いて収録に臨むことも多々あり、自宅に戻ってから夕食などを一気に食べる食習慣が常習化し、そのため、食後一気に血糖値が急上昇することがあると述べ、体調回復後は、ちょくちょく食べ物を口にしているとのこと（『所さんの世田谷ベース』の「第80回：愉しきかな車いじり」オープニングトークより）。
エコカー補助金に対して否定的な考えを持っている。「本当のエコは、古い物を修理して使い続けること」 とのこと。また、「古い物を修理して使い続けている人にこそ補助金を出すべき」 とも言っている。補助金を出してエコカーを買わせる社会の仕組みに対して否定的である。最も「エコカーを作る時にも悪い物を出している」という考えで、エコカーを作ること自体に否定的である。同じ理由で捨てることが前提になっているペットボトルが普及していることも快く思わない。
電動工具など取扱説明書を読まないまま使うことがあり、時々失敗する。雨の日に電動草刈機を使用して世田谷ベースの除草作業をした際、雨水が原因でショートして駄目になったことがあるとのこと。
セーフティラインにいて満足する生き方を嫌う性分である。インターネットなどでグルメ情報などを予め確認するやり方について「あの人たちの生き方って、もったいないなって思う。答えを見てから行って何が面白いの?」「セーフティラインを越えたところに新たな発見があるからおもしろいわけじゃない?」と2017年の所英男との対談で話している。同じ対談では、SNSなどでの付き合いで「友達が増えた」と喜ぶ感覚についても「知り合いっていうのは、ちゃんと履歴とか、長年の付き合いとかっていうのがあるから知り合いだから。ネットの世界で繋がってるなんていうのは、あくまでバーチャルなものでウソだから。つながっちゃいねえよ」「ネットの交流って、遠くから大声が聞こえてくる程度だよ。原始人だったら大声とか狼煙で伝えるけど、いまは電波が狼煙の代わりをしてるだけの話で、実際のその人との関わりなんて、なんにもつながりがないんだよ」と批判している。
楽を追求することも好きではなく、家から一歩も出ずにインターネット1つでお金を稼ぐ人に憧れる風潮にも疑問を抱いている。これについて本人は「楽を追求するならさ、何もしないで寝たまま食事も管で直接食道に入れる、排泄も管をつけてそのままする。それってラクでしょ?でも幸せとは言えないじゃん。寝たきりの人は、みんな少しでも動きたいと思ってるし、外に出たいと思ってるんだから。そう考えれば、めんどくさいことがやれるって幸せなことなんだよ」「だから私なんか、ずっとここで何百時間も戦車(の模型)を作ってるわけじゃん」とコメントしている。
2020年の東京オリンピックを控えて外国人観光客を「おもてなしの心」で迎えることについては「『おもてなし』とか言ってること自体、恩着せがましいよね」と批判しており、さらに東日本大震災が発生したばかりの段階で東京オリンピックの話が持ち上がったことについても「おもてなし以前にモラルがないわ」と突っ込みを入れている。

## 趣味・趣向

### 自動車
自他共に認める無類の自動車好き、特にアメリカ車好きとして有名で、アメリカ本国で購入し日本へ輸送する事も多い。購入した車はいわゆる「吊るし」では乗らず、そのほとんどが何らかの形でモディファイが加えられており、かつては三台のメルセデス・ベンツを一台にまとめた「サンコイチ」のステーションワゴンを所有していたこともある。彼が改造した車種は日産・マーチのような大衆車からメルセデス・ベンツのような高級車と、レパートリーは幅広い（メルセデス・ベンツ製の自動車の改造は曰く「度が過ぎると家の人に怒られる」とのことで、控えめになることが多い）。さらに先日、フォードのトラックをベースにしたホットロッド風な車輌を購入した。しかし、マニアからは「センスの悪い改造がされている」として敬遠されていることが現状。自動車メーカーとのタイアップで車を改造することもあり、かつて自身がCMに出演したトヨタ・キャバリエやフォルクスワーゲン・ザ・ビートルの特別仕様車が製作されている。
オートバイにも造詣が深く、それまでオッサンバイクのイメージが強かったビッグスクーターのボディをイエローにペイントし、カスタムパーツを取り付けるなど若者向けに改造し、現在のビッグスクーターブームの火付け役的存在にもなった。ちなみにエンジンをかける時の音で、その車種を当てる特技を持っている。また、RIDLEY社製の570ccをハーレーダビットソン風に改造し、「ハーレー・ちょびっとソン」と命名している。
著書の中で、格好良さという視点でスーパークロス日本初上陸を讃えるなど、時代を先取りした発言も多い。余談だが、愛車を運転中ハンドルがスッポリと抜けてしまって大パニックになったことがあるが、運良くも大事故には繋がらなかった。初めて所有した車はトヨタ・コロナ。

### その他の趣味
その他、ゴルフ、お茶、スニーカー、ライター、スカジャン、Tシャツ、エアガン、フィギュアなど多数持っており、芸能界では寺門ジモンと並ぶコレクターとして知られる。自らの多趣味を組み合わせて楽しむことが得意であり、ラジコンに可動関節フィギュアを載せて走らせたり、フィギュアに小道具と共にポーズを取らせて撮影した写真集を出版したりしている。服装にもこだわりを持ち、フライトジャケットなどを好んで着用している。また自らプロデュースしたレザーブランド「OTAGIRA」は大好評である。「OTAGIRA」を命名したのも本人である。ゴルフについては、「東西お笑い芸人ゴルフコンペ（非公開のプライベートコンペ、「東西お笑い名人会」とも）」では度々優勝している。練習熱心で、「飛ばし屋」である。そのスウィングは個性的である。ゴルフ理論にもこだわりがある。それが高じて2006年、革新的なゴルフクラブ・TxTパラレルハンマーアイアンをプロデュースし、大評判となっている。この他にも爬虫類の飼育やイラスト書きなどの趣味がよく知られている。
オンキヨーのMDコンポを愛用している。スピーカーの品番は、D-022Aである。作った歌をMDに録音している。

### 世田谷ベース
東京都世田谷区に、仕事場（事務所）兼遊び場としてガレージ（通称：『世田谷ベース』、英称：SETAGAYA. A. F. BASE）が建っている。その所らしいこだわりや特徴から、『所さんの世田谷ベース』（BSフジ）をはじめ、所の出演番組収録が行われることも多い。知人の車の駐車スペースが確保されているほか、たけしを始めとして、木梨憲武、奥田民生、松田翔太など、友人らの憩いの場にもなっている。特にたけしは毎週日曜日（多い時は週4日）に遊びに来ている。所自ら耕している畑もあり（ここで熱中症に陥った経験が契機となり、大塚製薬工場の経口補水液「OS-1」のCMイメージキャラクターに繋がった。）、収穫した野菜は夫人の手で調理され来客に振る舞われることもある。
自身が収集した大量のグッズ等で手狭となり、竣工から10年目を迎えた2016年に増築工事が行われた。

### 世田谷ベース夕張出張所
北海道夕張市にある「花畑牧場 夕張希望の丘」に、『世田谷ベース夕張出張所』として、コレクションが展示されている。入場無料。周辺には、花畑牧場の売店やカフェの他、アートギャラリーにはビートたけしが描いた絵画も展示されている。

### 沖縄ベース
沖縄県に42000坪（東京ドーム3個分）の広さを持つ『沖縄ベース』を所有しており、敷地内にはゴルフ練習場やプライベートビーチがある。北野武監督の映画 『アウトレイジ』で北村総一朗が演じた関内（山王会会長）の家は、この「沖縄ベース」を借りて撮影した。その際、北野は冗談か本気かは定かではないが「この家を爆破するシーンを撮りたい」と所に申し出たが、さすがにそれは許可されなかった。清水ミチコは沖縄に行くたびにここを借りて滞在している。

### 山中湖ベース
山梨県の道志村には「道志ベース」が、山中湖には『山中湖ベース』があり、それぞれ特徴的な建物となっている。

### 八王子ベース
2010年5月現在、東京都八王子市に『八王子ベース』を建設しており、毎週週末に来ているほどに仲の良いビートたけしのために『北野別邸』も建てている（TBS『お茶の水ハカセ』2010年5月18日放送分）。

## 他の人物との関係
植木等
所はデビュー前から植木等を尊敬し、「無責任男」のキャラクターと植木本人の人格に惚れ込んでいた。デビュー後、共演する機会を得てからは植木等のことを「お父さん」と呼んでいた。ドラマ『オヨビでない奴!』では父子役を演じ、息子役の高橋良明も交えて親交を深めていった。家が近いということもあり互いの家に行き来するほどの間柄であった。植木の死後、彼の妻の意向により植木の愛車であった日産・シーマを譲り受けている。その車内でハナ肇とクレージーキャッツの曲を聴きながら一日過ごすこともある。「植木さんみたいな大人になりたい」と語るなど趣味や生き方、芸風を含めて憧れの対象だった。
黒澤明
黒澤明とは映画『まあだだよ』で知り合ったが、黒澤は以前から『どちら様も!!笑ってヨロシク』をはじめ所の番組を欠かさず観ていて、所の大ファンだったとのこと。演出に厳しい黒澤だが「君はそのままやってくれればいいよ」とほとんど指示を出さず、演技をべた褒めするなど、所のキャラクターに惚れ込んでいた。黒澤は所がいると機嫌が良くなるため、スタッフが黒澤の隣に所の席を用意するほどだった。また黒澤の御殿場の別荘に招かれた際には「別荘から富士山がきれいに見えて得をした」と語っている。生前、所は黒澤に「いつでも遊びにおいで」と言われていたが「世界の黒澤の家にそうそう行けない」と結局自宅を訪れることはなかった。黒澤の死後、その後悔と反省から植木等の家に足を運ぶようになった。
大江健三郎（作家）
大江健三郎とはある日、所が犬を連れて散歩していたところ偶然大江と出会い、それ以来文通をする仲になっている。大江は以前から『所さんの世田谷ベース』のファンであり、所について「インディペンデントで、芸風がすっきりしていて嫌味がないので、家族みんなでファンです。それで、知り合いでもないのに知っているような気がして、つい寄っていって“所さん、こんにちは”と声をかけてしまった」とのこと。近所に住んでいるので手紙はポストに投函せず、直接所の家の郵便受けに入れている。
赤塚不二夫・森田一義（タモリ）
赤塚不二夫や森田一義（タモリ）とは新人時代から長く交友がある。レコードデビューに際し、所はテレビ各局のオーディションを受けていたが、そこで演出家の滝大作の目に留まる。滝は赤塚の「面白グループ」の一員であり、そのつてで赤塚やタモリと出会う。所もタモリと同じく一時期、赤塚の家に居候していたことがあり、赤塚所有のメルセデス・ベンツを乗り回していた。赤塚やタモリら「面白グループ」と毎晩のように大騒ぎし、所の結婚式を盛大に祝い、赤塚の思い付きで作った映画『下落合焼とりムービー』やテレビ番組にも共に出るなど公私隔たりのない親密な付き合いをしていた。赤塚は「一生バカを続けなよ」と所の歌への思いを伝えている。
THE ALFEE（坂崎幸之助・高見沢俊彦・桜井賢）
THE ALFEE（アルフィー）とは同学年ということもあり、『所ジョージのオールナイトニッポン』に桜井賢の父を元ネタにした「桜井の父」のコーナーを設けるなど、新人の頃から仲が良い。上記の「面白グループ」の一員でもある。特に坂崎幸之助と親交が厚く、所は坂崎のことを「こうちゃん」「坂崎コウノトリ」と呼んでいる。これに対して坂崎は「トコロ」と呼び捨てにすることが多い。アルフィーの売れない時代に自らの曲を自室で坂崎と2人でアレンジ・レコーディングしたり、『オールナイトニッポン』にレギュラーコーナーを持たせたり、所がアルフィー入りを懇願したりしている。同じマンションをルームシェアしていたこともあった。近年、音楽のライブ活動をしようとしない所に対し坂崎は「俺が会場やスタッフや楽器の段取りするから。お前は来て歌うだけでいい」とまで言っている。所の楽曲作りにも協力しており、アルバムに多数サポート役として参加している。また近年は『THE ALFEE 終わらない夢』にゲスト出演し（2015年6月22日）、進行そっちのけで会話に興じることもあるほか、CMや音楽番組で高見沢俊彦との共演もしている。
秋本治（漫画家）
秋本治の代表作、『こちら葛飾区亀有公園前派出所』単行本の巻末 にコメントを寄せているほか、1977年公開の実写版映画主題歌の作詞・作曲を手掛け、アニメ版のエンディングテーマ『ブウェーのビヤビヤ』も歌っている。共に車好きでガンマニアでもあり、若い頃はサバイバルゲームをするなどして遊んでいた。『所ジョージのオールナイトニッポン』出演中の所を秋本とそのスタッフがモデルガンで襲撃したこともある。主役の両津勘吉が所の『まったくやる気がございません』を聴いていたり、看板に所自筆のアルバムの広告があったり、「所ジョージの墓」と書かれた墓石があったり、所を「日本一アロハシャツの似合う男」として紹介する などしている。
ビートたけし（北野武）
ビートたけしのことを親愛を込めて本名である「北野さん」と呼び、「ビートさん」や「たけしさん」とは呼ばない。北野は毎週日曜、さらに多い時は週4回ほど世田谷ベースに足繁く通うほどの間柄であり、所が場をセッティング、所の妻が料理を作って出しており、北野は「所の家おもしれーな。これなら姉ちゃんのいるとこ（キャバクラ）行かなくてすむな」とコメントする。また、北野がTBS系列の『情報7days ニュースキャスター』内の「たけし編集長の週間実は…」で使った小道具を所の家に持っていくため、所も少し迷惑しているようである。さらにTxTパラレルハンマーアイアンの開発のきっかけも北野である。北野は所の勧めでフェラーリを購入、およそ25年ぶりに自らハンドルを握ることとなり、さらには所とフェラーリのオーナーズクラブ「フェラーリ持ってる会↑」を結成し会長を務めることとなった（それぞれのフェラーリ〈所ジョージは黒の612、北野武は赤の599GTBフィオラノ〉のエンブレムが「コマネチ!!」のポーズなどのパロディとなっているものに変えられた）。その後、北野の企画で、フェラーリADACHIKU（スバル・R1の599仕様）、フェラーリMINAMIURAWA（スバル・R2の612仕様）が作られた。車両より高い改造費がかかっており、フェラーリと並べてもひけをとらない見た目になっている。北野は、この1年で車を3台も買っている。ランボルギーニ ガヤルドとポルシェ979Kで世田谷ベースにおいてあり、1台乗ってきては乗り換えている。また自宅には、北野とのプライベート写真が一万枚ほどある。「ここ（世田谷ベース）で一番の宝物はこれ」と言って、北野が遊びに来る度に撮った写真を紹介した。
普段は北野のいい加減さに苦笑いすることが多いが「こんな近くで北野さんといつも話ができるなんてすごいこと」とも語っている。
明石家さんま
明石家さんまとも20代の頃から親交があり、「さんちゃん」と呼び、ゴルフで遊んだり、さんまが所の家に電話をかけてきた際にわざとしばらく出ないなど、微笑ましい付き合いをしている。あまりゲスト出演しないさんまが『1億人の大質問!?笑ってコラえて!』の年末特番には必ず出演している。また、さんまがこのまま独身で寂しい老後を過ごすことになった時のためにと、所の家にさんま用の部屋が用意してある。畳敷きでホーロー看板が飾ってあるなど、昭和レトロな内装になっている。また、さんまが『笑っていいとも!』内の「テレフォンショッキング」に出演した際に、タモリへのお土産に所からもらったアヒル型の海外のおもちゃをプレゼントしている。ブーブークッションのような仕組みで踏むとかなり時間が経過してから「キャー」という女性の悲鳴のような音がするため、所が「うちの犬が怖がるからさんちゃんもらって〜」とペットを飼っていないさんまにプレゼントしたが、さんまが夜中に誤って踏んだのを気付かず、音に驚いたため「一人暮らしには心臓に悪い」と結婚しているタモリに譲った。
島田紳助
島田紳助は前述にもあるが、所のリラックスした司会を羨ましがっている他、『行列のできる法律相談所』内で度々所のモノマネをしている。所が同番組にゲスト出演した際、紳助に「お笑いの中で一番オシャレな格好をしている」と評された（直後、「（自分は）お笑いなの?」と所が聞き返し、紳助が「ヒットした歌がないからお笑い」と返すやりとりがあった）。
志村けん
志村けんは、所の出身地である埼玉県所沢市の隣の東京都東村山市出身ということもあり生前交友があった。なお、所の従兄弟角田英光は小学生時代に志村と同級生だったという間柄。現在飼っている犬は、志村からの贈り物である。『志村けんのバカ殿様』に出演した際には、『志村けんの唄』と『東村山ラプソディー』の2曲を披露。志村の『東村山音頭』に対抗し、所沢から見た真実の東村山を歌い上げた（「東村山 東京の外れー!大外れー!!」）。
角田英光
戦車などミリタリーもののプラモデルを多数創作し、処狭しと世田谷ベース内に飾っている所だが、角田は所以上に熱狂的なミリタリーモデルマニアだという。この従兄弟の部屋には所も及ばない数の戦車や鉄道などミリタリー物の模型が並んでいて時たま番組内でも紹介されている。
林家正蔵
林家正蔵を可愛がっており、その縁で同じ一門の林家ペーとその妻・パー子が所の番組に出る機会も多い。アルバム『僕の犬』に収録されている『海老名の穴』という曲は露骨に正蔵（当時、林家こぶ平）をこき下ろすものであり、正蔵本人と林家ペー・パー子夫妻がコーラスで参加している。正蔵の座右の銘は所にもらった言葉である「何事も台無しにする」。正蔵は所のことを「芸能界の父親、兄代わりの保護者的存在で、お笑いというジャンルを超えて哲学者として尊敬している」と語っている。
とんねるず（石橋貴明・木梨憲武）
とんねるずの2人も所を慕っている。特に木梨憲武とは2人で歌を出すほどの仲である。とんねるずが素人時代に、所が司会を務めていた『ドバドバ大爆弾』に出演した際、本番前に「所さん、今日俺ら出るんすよ!」と、声をかけたが「あっそ」と呆気なく言われたと、後年『とんねるずのみなさんのおかげでした』の「新・食わず嫌い王決定戦」で語っている。また、木梨の実家が経営する「木梨サイクル」から世田谷ベースとコラボレーションしたグッズが販売されたことがある。
さまぁ〜ず（三村マサカズ・大竹一樹）
さまぁ〜ずとは、彼らが売れていないバカルディの頃から「俺は面白いと思うよ。俺が面白いだけで売れないかもしれないけどね」とコントを評価している。『天才!トコロ店』『所萬遊記』『所さんの真剣ゴルフ対決!〜勝てるものならかかってきなさい〜』『お茶の水ハカセ』（ゲスト出演）など共演番組も多く、かつて2人が乗っていたアメ車を番組内で選ぶほどに可愛がっている。また所は、三村ツッコミは笑いを求めないのでお笑いとして勉強になると言っていた。
所英男（総合格闘家）
名字が同じである所英男に入場曲として、後にアルバム『安全第二』に収録される『逆境ファイター』という曲を提供している。『所萬遊記』の企画であったため、共演していたさまぁ〜ずと中島知子もコーラスで参加している。
藤島親方
大相撲の藤島親方（元武双山）とは番組のゲストに来て以来交流がある。バイク仲間であり、彼の化粧廻しをデザインし断髪式にも参加している。尊敬する人物に所を挙げるV6の三宅健に現役時代の武双山を紹介してから、三宅は大の大相撲ファンになった。
ヒロコ・グレース
所が大ファンであり、彼女が『所さんのただものではない!』に出演する際には、必ず正解とは別に大量のぬいぐるみをあげていた。

## 出演番組・作品

### レギュラー番組
- 所さんの目がテン!（日本テレビ系列）
- 世界まる見え!テレビ特捜部（日本テレビ系列）
- 所さんの世田谷ベース（BSフジ）
- 1億人の大質問!?笑ってコラえて!（日本テレビ系列）
- 所さん!事件ですよ（NHK総合）
- 所さんの学校では教えてくれないそこんトコロ!（テレビ東京系列）
- 所さんお届けモノです!（毎日放送・TBS系列）
- ポツンと一軒家（朝日放送テレビ・テレビ朝日系列）

### 単発・不定期番組
- はじめてのおつかい（日本テレビ系列 / 正月・不定期特番）
- 所でナンじゃこりゃ!?（テレビ東京系列 / 2014年 - ）
- 大改造!!劇的ビフォーアフター（朝日放送制作・テレビ朝日系列 / 2016年12月 - ） - MC
- おしょうバズTV（テレビ朝日・朝日放送テレビ / 2021年 - （毎年1月1日）） - MC

### テレビドラマ
- 月曜ワイド劇場 『逆転無罪 K銀行殺人事件 息子はなぜ犯人と名乗ったか?』（1983年2月14日） - 主演
- 茜さんのお弁当（1981年）
- 峠の群像（1982年）
- 右門捕物帖 （1982年）
- 明石貫平35才 （1983年）
- さよならを教えて （1983年）
- 土曜ドラマ 『わたしの名は女です』（1983年）
- 新・翔んだカップル（1984年）
- うちの子にかぎって… （1984年）
  - うちの子にかぎって…2 （1985年）
- 子供が見てるでしょ! （1985年）
- おそ松くん イヤミ・チビ太の板前一本勝負 （1985年） - 主演・イヤミ 役
- 翔んでる警視 （1986年）
- 雨の降る駅（1986年）
- 同級生は13歳（1987年）
- オヨビでない奴!（1987年）
- パパはニュースキャスター（1987年）
- アナウンサーぷっつん物語（1987年）
- 熱っぽいの! （1988年）
- 追いかけたいの! （1988年）
- パパは年中苦労する（1988年）
- はいすくーる落書（1989年1月 - 3月）
  - はいすくーる落書2（1990年7月 - 9月）
- なまいきスチュワーデス物語（1989年）
- 青春家族（1989年4月 - 9月）
- ママハハ・ブギ（1989年7月 - 9月）
- 予備校ブギ（1990年4月 - 6月）
- 東大一直線・劣等先生が行く!（1989年10月28日） - 主演
- 芸能界㊙マネージャー物語（1990年） - 主演
- 戦艦大和（1990年）
- ステキなわがままママ（1991年）
  - 1987年のアメリカ映画「潮風のいたずら」の国内リメイク版
- 坊っちゃん -人生損ばかりのあなたに捧ぐ-（1994年1月1日） - 山嵐 役
- 私は貝になりたい（1994年） - 主演
  - 1958年にフランキー堺主演で制作されたドラマのリメイク版
- 俺たちの銀行強盗シリーズ （1996年・1997年）
- PU-PU-PU-（1998年）
- 今夜は営業中!（1998年）
- 恋がしたい恋がしたい恋がしたい（2001年）
- ビートたけしドラマSP・少年 第1話「ドテラのチャンピオン」（2002年） - 主演

### ラジオ
- 所ジョージのヤングタウンTOKYO（TBSラジオ、1983年10月 - 1984年3月）
- 所ジョージのホロホロ天国すんごいですね（TBSラジオ、1984年4月 - 9月）
- 所ジョージの進め!おもしろバホバホ隊（TBSラジオ、1984年10月 - 1986年10月）
- 所ジョージと泉谷しげるのスーパーギャング（TBSラジオ他、1990年10月 - 1991年3月）
- おとなの時間割・所さんのブクブクゴシゴシ!（TBSラジオ他、2004年10月 - 2007年3月）
- 土曜朝6時 木梨の会。（TBSラジオ）
- 日立ハローサタデー（文化放送）
- ひとみと所のお熱いのがお好き（文化放送、1982年10月 - 1983年4月）
- 所ジョージのオールナイトニッポン（ニッポン放送他、1977年9月 - 1980年3月・1981年4月 - 1982年3月 火曜1部）
- 所ジョージの足かけ二日大進撃（ニッポン放送、1980年4月 - 1983年3月）
- 所ジョージのサタデー青春白書（ニッポン放送、1979年頃）
- もてもてスクランブルBEGIN the OJIN（ニッポン放送、1983年10月 - 1984年3月）
- 所ジョージのサンデースポーツパラダイス（ニッポン放送、1988年）
- 日曜夕方トコロのココロえ（ニッポン放送、1995年4月 - 2000年3月）
- 所ジョージのオールナイトニッポンGOLD（ニッポン放送他、2009年12月 - 2010年12月）
- 土曜朝6時 木梨の会。（TBSラジオ / 準レギュラー[33]）

### 声優
- 白バイ野郎パンチ&ボビー
  - シーズン6 #16「痛快!!ミニバイクに乗った宝石泥棒」（海外ドラマ・吹き替え / バーナード 役）
- アルフ（海外ドラマ・吹き替え / アルフ 役）
- ブロッサム（海外ドラマ・吹き替え / アルフ 役）
- トイ・ストーリーシリーズ（ディズニーピクサー / バズ・ライトイヤー 役）
  - トイ・ストーリー（1996年）
  - トイ・ストーリー2（2000年 / ニュー・バズ 役）
  - トイ・ストーリー3（2010年）
  - ハワイアン・バケーション（2011年）
  - ニセものバズがやって来た（2012年）
  - レックスはお風呂の王様（2012年）
  - トイ・ストーリー・オブ・テラー!（2014年）
  - トイ・ストーリー 謎の恐竜ワールド（2015年）
  - シュガー・ラッシュ:オンライン（2018年、ウォルト・ディズニー・アニメーション・スタジオ作品）[34]
  - トイ・ストーリー4（2019年）[35]
- デジタル所さん（所ジョージ、ミニトコロ隊長役）[注釈 11]
- ビジョナリアム（東京ディズニーランドに存在したアトラクション / タイムキーパー 役）
- ハワード・ザ・ダック/暗黒魔王の陰謀（ハワード 役）※フジテレビ版
- 映画ベイビー・トークシリーズ（赤ちゃん 役）
- ザ・シンプソンズ MOVIE（ホーマー・シンプソン 役）
- 崖の上のポニョ（フジモト、水魚 役）
- OVA作品「となりのトコロ」（ToKoチャン 役）また、原作・脚本・ギャグ・キャラクターデザイン・総指揮・主題歌も本人が担当。本作を発表する年に出版する予定の本12冊ほどのなかからキャラクターを抜粋したと特典映像で本人は語っている。

### 映画
- 下落合焼とりムービー （1979年、監督：山本晋也）
- 戦争の犬たち（1980年、監督∶土方鉄人）
- ペンギンズ・メモリー 幸福物語 （1985年、監督：木村俊士）
- ペエスケ ガタピシ物語 （1990年、監督：後藤秀司、主演）
- まあだだよ （1993年、監督：黒澤明）

### CM
多くの企業のCMに出演している。「CM大王」の異名も。
- バンダイ ゲームデジタル（1982年）
- トヨタ ライトエース（1982年頃）
- 花王 花王ハイトニックシャンプー（1982年 - 1983年）
- 丸井 新宿丸井5館・開店告知（1984年、ナレーションのみ）
- サントリー 缶ビール（1984年 - 1986年、ナレーションのみ。松田聖子らがCMソングを担当。当時のCMキャラは現在キンカンのCMに登場のパピプペンギン）
- サントリー ビーハイ（ビアカクテル。1984年 - 1985年夏）
- サントリー ジョッキ生（2005年 - 2009年）
- セガ セガカラ
- ソニー ゆとりにとろん（1988年 - 1989年）
- ダスキン ミスタードーナツ（1986年 - 2001年、2010年に復帰）[36]
- UCC上島珈琲 UCCオリジナル（1992年 - 1994年、菊池桃子と共に出演）
- 三洋電機 帝王（カラーテレビ）、8mmビデオカメラZEEMA、時短ビデオ、インバーターエアコンPROOO、テ・ブ・ラ コードるす（〜1997年）
- 大塚食品 ボンカレーゴールド200（1990年）
- 大正製薬 ゼナ（温水洋一と共演）[37]
- サッポロビール サッポロ黒ラベル（1998年）
- サッポロビール カロリーハーフ
- サッポロビール 大人エレベーター（2017年）
- マツダ・ファミリア（1991年 - 1993年）
- ジャンボ宝くじ（1996年 - 2006年、2015年 - 現在）[38]
- アサヒ飲料 ワンダモーニングショット
- カネボウホームプロダクツ ナイーブ
- カークエスト ラビット
- ロッテ グリーンガム（娘と共演）
- ブリヂストン・BLIZZAK （スタッドレスタイヤ・1990年代初頭 - 2002年。2000年度・2001年度は真中瞳と共演）
- ブリヂストン（カルカマ）
- トヨタ・キャバリエ（愛犬・インディ(現在は他界)と共演）
- 日本石油（現ENEOS）・ONE UP CARD（1987年。バットマンシナリオが当たるキャンペーンのCMに白いズボン・バットマンマークのシャツとマントに当たる部分に緑の風呂敷を着けて出演）
- 郵政省・ゆうパック
- 昭和シェル石油・X CARD
- KDD（現・KDDI）・001番1円電話
- 任天堂 ファミリーコンピュータ ディスクシステム スーパーマリオブラザーズ2・ゼルダの伝説・ゼルダの伝説パート2 リンクの冒険（1986年ごろに間下このみと競演）
- エディオン（2005年 -。中部地方ではエイデン、中国・九州地方ではデオデオ、近畿地方ではミドリ電化、関東では石丸電気・東京エディオンだが内容は同じ）
- 日揮（1994年）
- 日本IBM
- AGF・ドンパッチ
- エピック・ソニー・所さんのまもるもせめるも（ナレーション）
- NEC・ビッグローブ（『デジタル所さん』の所さんの声で出演）
- トヨタ・ライトエース（ワゴン）
- 理想科学・プリントゴッコ
- 東海・ベスタ ヒッポ（1988年）・チャッカマン
- 明治乳業 十勝スライスチーズ・十勝6Pチーズ・十勝ベビーチーズ・十勝カマンベール・十勝ヨーグルト
- サンゴーカメラ
- コカ・コーラ（1995年）
- ナンバーズ（2005年頃まで）
- 日清食品 チキンラーメン（2011年） - 世田谷ベースロケで芦田愛菜と共演
- 大塚製薬工場 OS-1（2012年 - ）
- フォルクスワーゲン・ザ・ビートル （2013年）- 過去に初代ビートルを所有していたことがきっかけとなり出演。世田谷ベースロケで愛犬・ケリーと共演している。世田谷ベース内に設置されたターンテーブルがCMのギミックに活用されている。
- KDDI・沖縄セルラー電話 au WALLET（2014年）
- アサヒビール・アサヒ スーパーゼロ（2014年）
- アサヒビール：アサヒスタイルフリープリン体ゼロ（2015年）[39]
- 車検のコバック（2020年 - ）
- 東京海上日動あんしん生命保険（2020年 - ）

## ディスコグラフィ

### シングル
|                                | 発売日               | タイトル                                    | C/W曲 | 販売形態             | 備考 |
| キャニオン・レコード           | キャニオン・レコード | キャニオン・レコード                        | キャニオン・レコード                                                                                                | キャニオン・レコード | キャニオン・レコード |
| ------------------------------ | -------------------- | ------------------------------------------- | --- | -------------------- | --- |
| 1st                            | 1977年7月29日        | ギャンブル狂騒曲                            | 組曲：冬の情景 | EP                   | |
| 2nd                            | 1977年11月25日       | ムーン・ナイト・セレナーデ(月光夜曲)        | タバコショウカ(タバコ名38個)                                                                                        | EP                   | |
| 3rd                            | 1978年8月25日        | 夢みるジョンジョロリン                      | 組曲・春から夏へ | EP                   | |
| 4th                            | 1978年11月24日       | いい加減にしろよ                            | お座敷エレジー | EP                   | |
| 5th                            | 1979年3月21日        | Do Do Do                                    | 大きな海のその下で                                                                                                  | EP                   | 東京12チャンネル（現：テレビ東京）「ドバドバ大爆弾」オープニングテーマ。 AGF 「ドンパッチ」CMソング。 |
| 6th                            | 1979年6月20日        | TOKYOナイト&デイ                            | Summer come back to Me                                                                                              | EP                   | 映画「下落合焼とりムービー」主題歌 |
| 7th                            | 1979年11月21日       | 寿司屋                                      | 春二番 | EP                   | |
| 8th                            | 1980年2月29日        | ほんとうにいい気持ち                        | To Love Again | EP                   | 二曲ともアルバム未収録 |
| 9th                            | 1980年5月14日        | ご心配なく                                  | レゲエ・イン・ザ・モーニング                                                                                        | EP                   | ご心配なく：日本テレビ『おはよう!サタデーOMOTAME情報局』テーマソング レゲエ・イン・ザ・モーニング：東京12チャンネル（現：テレビ東京）「ドバドバ大爆弾」エンディングテーマ。 『20周年カニバーサミー』発売時に応募すると抽選で当選するCDに「ご心配なく」の井上鑑アレンジの音源が収録されている。現在は『所ジョージシングル大全集 NOW AND THEN '77〜'82 & '96〜'98』に収録され入手可能 |
| 10th                           | 1980年11月21日       | 正男という名で小学生 (みんな不良少年だった) | ごもっとも音頭 | EP                   | |
| 11th                           | 1981年2月25日        | 君と二人で                                  | 246 LONELY TNIGHT                                                                                                   | EP                   | 所ジョージ&真紀ちゃん名義 |
| 12th                           | 1981年9月16日        | まったくやる気がございません                | 探知機おけさ | EP                   | |
| 13th                           | 1982年3月12日        | 銀座アンノン娘                              | ひかえ芽に春 | EP                   | 二曲ともアルバム未収録 |
| EPIC・ソニー                   |                      |                                             | |                      | |
| 14th                           | 1984年1月23日        | 私の名前で出ています。                      | 俺の名前で出ているんだぜ。                                                                                          | EP                   | |
| 15th                           | 1984年5月1日         | I've got a すんごいですね ROCK'N ROLL HEART | Sexy Night Blues | EP                   | |
| 16th                           | 1984年10月1日        | 正気の沙汰でないと                          | かもめ | EP                   | 日本テレビ系「TV海賊チャンネル」テーマ曲 |
| 17th                           | 1984年12月14日       | 恋のバックファイヤー                        | ROCサクセション | EP                   | |
| 18th                           | 1986年2月12日        | Last Number                                 | 東名FreeWay、 Time Is Greenpeace                                                                                    | 12インチ・シングル盤 | 所ジョージ&NASTY名義 |
| 19th                           | 1986年7月21日        | 白いTシャツ                                 | いいわけ | EP                   | 所ジョージ&NASTY名義 |
| 20th                           | 1987年7月22日        | ブルーライトチャイナタウン                  | 猫はコタツで顔に毛が生えている                                                                                      | EP                   | 所ジョージ&NASTY名義 |
| 21st                           | 1988年7月21日        | 故郷                                        | 星空 | 8cmCD                | |
| 22nd                           | 1989年8月4日         | 世田谷のアラブ人                            | コヨーテの夜 | 8cmCD                | |
| 23rd                           | 1990年5月1日         | 春一番の前                                  | 木造建築20階建 | 8cmCD                | 映画『ペエスケ ガタピシ物語』主題歌 |
| パイオニアLDC                  |                      |                                             | |                      | |
| 24th                           | 1991年9月13日        | 真っ暗な夜に                                | 今夜かぎりのララバイ                                                                                                | 8cmCD                | ビートたけしと組んだT's名義。 オリコン42位。 ソロバージョンがアルバム「ホテル・チャイナタウン」に「真っ暗な夜」というタイトルで収録されている。 |
| VAP                            |                      |                                             | |                      | |
| 25th                           | 1996年4月3日         | ラクダの商人                                | ずっと ずっと | 8cmCD                | 日本テレビ系「所さんの目がテン!」エンディングテーマ |
| 26th                           | 1996年8月14日        | 僕の犬                                      | 忘れてしまうのであろう                                                                                              | 8cmCD                | 日本テレビ系「1億人の大質問!?笑ってコラえて!」エンディングテーマ |
| 27th                           | 1997年4月2日         | 東京BiG CITY                                | アジサイの花 | 8cmCD                | トヨタ自動車「キャバリエ」CMソング |
| 28th                           | 1997年12月12日       | わかんない2                                 | 悠久 〜ハンガリー48時間の唄〜                                                                                       | 8cmCD                | 日本テレビ系「1億人の大質問!?笑ってコラえて!」エンディングテーマ |
| 29th                           | 1998年3月1日         | ブウェーのビヤビヤ                          | 入り口は出口です | 8cmCD                | フジテレビ系「こちら葛飾区亀有公園前派出所」エンディングテーマ |
| 30th                           | 1998年11月18日       | トンカチ                                    | DEEPER UNDER VTR たなぼた様 坂崎くんは44歳 京大卒の夢は何処へ めざせタイヤキIII 篠原くんは変な化粧 めざせタイヤキIV | 8cmCD                | オリコン82位 フジテレビ系「MUSIC HAMMER」から誕生した楽曲を収録 所ジョージがデザインした通常ジャケット以外に、篠原ともえ、坂崎幸之助、KEIKO、マーク・パンサー、奥田民生、SPEED、吉田拓郎がそれぞれデザインしたジャケットのものが存在する。 |
| ポニーキャニオン               |                      |                                             | |                      | |
| 31st                           | 1999年3月17日        | 明石家さんまさんに聞いてみないとネ          | 総合入場行進曲 | 8cmCD                | 明石家さんま&所ジョージ名義。 オリコン30位。 関西テレビ・フジテレビ系「さんまのまんま」エンディングテーマ |
| バップ                         |                      |                                             | |                      | |
| 32nd                           | 1999年6月21日        | 農家の唄                                    | 呼吸のしくみ 時間の山 冥福ララバイ 一年目の法事                                                                     | 12cmCD               | 日本テレビ系「1億人の大質問!?笑ってコラえて!」エンディングテーマ |
| 33rd                           | 2000年1月21日        | 歩いてみっか!                               | 道ゆく人 | 8cmCD                | NHK「みんなのうた」より 日本ウオーキング協会イメージソング |
| 34th                           | 2000年11月22日       | 旅の犬                                      | そんじゃまぁコンチワッス 明日にします 反省                                                                          | 12cmCD               | 旅の犬：日本テレビ系深夜アニメ「デジタル所さん」オープニングテーマ そんじゃまぁコンチワッス：日本テレビ系深夜アニメ「デジタル所さん」挿入歌 明日にします：日本テレビ系「所さんの目がテン!」エンディングテーマ 反省：日本テレビ系「1億人の大質問!?笑ってコラえて!」エンディングテーマ                                                                                                |
| ワーナーミュージック・ジャパン |                      |                                             | |                      | |
| 35th                           | 2004年9月22日        | 毎朝、ボクの横にいて。                      | 毎朝、ボクの横にいて。〜Sweet Drip Mix〜                                                                            | 12cmCD               | トコブクロ名義。 アサヒ飲料の缶コーヒー「WONDA モーニングショット」CMソング。 |

### 配信
- 「空を見上げた」（2023年12月6日、YVS Records） - 木梨憲武&ヒロミ&所ジョージ名義。
- 「いちにちごとに」（2024年2月6日、YVS Records） - 木梨憲武&ヒロミ&所ジョージ名義。
- 「岩手県ここだと思います」（2024年3月1日、YVS Records） - Go!Go!せたがやオールスターズ名義。
- 「一本調子」（2024年3月1日、YVS Records） - GWs名義。

### アルバム
|                      | 発売日               | タイトル                                       | 販売形態             | 備考                                             |                      |
| キャニオン・レコード | キャニオン・レコード | キャニオン・レコード                           | キャニオン・レコード | キャニオン・レコード                             | キャニオン・レコード |
| -------------------- | -------------------- | ---------------------------------------------- | -------------------- | ------------------------------------------------ | -------------------- |
| 1st                  | 1977年12月21日       | ジョージ・ファースト 現金に手を出せ!!          | LP 12cmCD            | オリコン33位                                     |                      |
| 2nd                  | 1978年6月25日        | ジョージのセロリ・パセリ                       | LP 12cmCD            | オリコン64位                                     |                      |
| 3rd                  | 1978年12月21日       | 成りさがり -大学くらいは出たかった-            | LP 12cmCD            | オリコン76位                                     |                      |
| 4th                  | 1979年4月21日        | LIVE 追跡                                      | LP 12cmCD            |                                                  |                      |
| 5th                  | 1979年7月21日        | REVENGE OF HONG KONG 〜ホング・コングの逆襲    | LP 12cmCD            |                                                  |                      |
| 6th                  | 1980年11月21日       | みんな不良少年だった                           | LP 12cmCD            |                                                  |                      |
| 7th                  | 1981年8月21日        | FUEL ALBUM                                     | LP 12cmCD            |                                                  |                      |
| EPIC・ソニー         |                      |                                                |                      |                                                  |                      |
| 8th                  | 1983年3月4日         | PILE DRIVER                                    | LP                   |                                                  |                      |
| 9th                  | 1984年7月6日         | FROM TOKOROZAWA WITH LOVE 〜所沢より愛をこめて | LP 12cmCD            |                                                  |                      |
| 10th                 | 1987年7月22日        | BLUE LIGHT CHINATOWN                           | LP 12cmCD            |                                                  |                      |
| 11th                 | 1988年9月1日         | HEAVY LIGHT                                    | 12cmCD               |                                                  |                      |
| 12th                 | 1989年10月21日       | NIGHT OF COYOTE 〜コヨーテの夜                 | 12cmCD               |                                                  |                      |
| 13th                 | 1991年1月21日        | ホテル・チャイナタウン                         | 12cmCD               |                                                  |                      |
| VAP                  |                      |                                                |                      |                                                  |                      |
| 14th                 | 1996年9月1日         | 僕の犬                                         | 12cmCD               | オリコン98位                                     |                      |
| 15th                 | 1997年2月1日         | ブタとダイヤモンド                             | 12cmCD               |                                                  |                      |
| 16th                 | 1999年8月20日        | 洗濯脱水                                       | 12cmCD               | オリコン77位                                     |                      |
| 17th                 | 2000年3月17日        | LIVE 絶滅の危機                                | 12cmCD               |                                                  |                      |
| 18th                 | 2001年2月21日        | DISH                                           | 12cmCD               |                                                  |                      |
| 19th                 | 2002年5月22日        | 本物                                           | 12cmCD               |                                                  |                      |
| avex                 |                      |                                                |                      |                                                  |                      |
| 20th                 | 2006年7月19日        | 安全第二                                       | 12cmCD               | オリコン211位 初回限定盤はTシャツ付              |                      |
| 21st                 | 2010年3月3日         | コケコッコゥ!!〜七色の声色〜                   | 12cmCD               | オリコン100位 初回限定盤はオリジナルステッカー付 |                      |
| 22nd                 | 2012年8月8日         | ハーレーの唄                                   | 12cmCD               | オリコン64位                                     |                      |
| Jam Cracker Record   |                      |                                                |                      |                                                  |                      |
| 23rd                 | 2014年9月13日        | JAM CRACKER 1                                  | 12cmCD               |                                                  |                      |
| 24th                 | 2014年9月13日        | JAM CRACKER 2                                  | 12cmCD               |                                                  |                      |
| 25th                 | 2015年6月24日        | JAM CRACKER MUSIC 3                            | 12cmCD               |                                                  |                      |
| 26th                 | 2016年9月28日        | Sale                                           | 12cmCD               | 2枚組                                            |                      |
| 27th                 | 2017年5月10日        | GARAGE MUSIC                                   | 12cmCD               |                                                  |                      |
| VAP                  |                      |                                                |                      |                                                  |                      |
| 28th                 | 2018年1月24日        | Bappan                                         | 12cmCD               | George Tokoro 名義                               |                      |
| Jam Cracker Record   |                      |                                                |                      |                                                  |                      |
| 29th                 | 2020年2月10日        | MUSIC SMOKERS #1                               | 12cmCD               | George Tokoro 名義                               |                      |

### 編集盤
|                  | 発売日         | タイトル                                                  | 販売形態     | 備考                                                                                           |              |
| EPIC・ソニー     | EPIC・ソニー   | EPIC・ソニー                                              | EPIC・ソニー | EPIC・ソニー                                                                                   | EPIC・ソニー |
| ---------------- | -------------- | --------------------------------------------------------- | ------------ | ---------------------------------------------------------------------------------------------- | ------------ |
| 1st              | 1984年3月16日  | 所ジョージ史上最大全集しょのいち                          | LP 12cmCD    | キャニオンレコード時代の曲を集めたベスト・アルバム                                             |              |
| バップ           |                |                                                           |              |                                                                                                |              |
| 2nd              | 1997年7月2日   | 20周年カニバーサミー                                      | 12cmCD       | 既発曲・新曲・リメイク曲で構成された20周年記念盤                                               |              |
| 3rd              | 1997年12月1日  | 20周年カニバーサミー2                                     | 12cmCD       | 既発曲を再録音・リメイクした20周年記念盤第2弾                                                  |              |
| ポニーキャニオン |                |                                                           |              |                                                                                                |              |
| 4th              | 1998年11月18日 | ツーハーン                                                | 12cmCD       | キャニオン時代の曲を集めたベスト・アルバム（自身が出演する『MUSIC HAMMER』内での通販限定商品） |              |
| 5th              | 1999年2月3日   | シーハーン                                                | 12cmCD       | キャニオン時代の曲を集めたベスト・アルバム（オリコン100位）                                    |              |
| VAP              |                |                                                           |              |                                                                                                |              |
| 6th              | 1999年7月23日  | 所ジョージシングル大全集 NOW AND THEN '77〜'82 & '96〜'98 | 12cmCD       | キャニオン時代とVAP時代のシングルコレクション                                                  |              |
| ポニーキャニオン |                |                                                           |              |                                                                                                |              |
| 7th              | 2009年2月18日  | 所さんのキャニオン・イヤーズ〜若い頃からバカだった〜      | 12cmCD       | キャニオン時代のアルバム未収録曲を中心に集めた編集盤                                           |              |
| VAP              |                |                                                           |              |                                                                                                |              |
| 8th              | 2011年5月18日  | 所ジョージ ゴールデン☆ベスト                              | 12cmCD       | VAP時代のベスト・アルバム                                                                      |              |

### 他のミュージシャンへの楽曲提供
- 研ナオコ「迷惑」「ひとりごと」
- コロッケ「故郷」（後にセルフカバー）「新自動車ショー歌」
- ジョージ五十嵐&異邦人「こちら葛飾区亀有公園前派出所異常なし!」「スタコラスタコラ」（「こちら葛飾区亀有公園前派出所異常なし!」B面）
- 素一（すっぴん）「白い月」「治療」「ガンバレ」
- ダウンタウン 「17才はBREEZE」「東京の嫁」「メ・ガ・ネ」
- とんねるず「人生はさみ将棋」
- ものまね四天王「バカと呼ばれたい」
- 八代亜紀「女心と秋の空」「お酒を飲んで…」
- キララとウララ「ブイン ブイン ブイン」（OVA「るーみっくわーるど2 ザ・超女」主題歌）
- 渡辺めぐみ「FRIDAY」「今すぐここに来てほしい」「赤いルージュ」「LAST NUMBER」（当初は和田アキ子のために作った曲）
- 笑福亭鶴光「世界一周ロマンの旅」
- コブクロ「毎朝、ボクの横にいて。」（「トコブクロ」の名でコラボ）
- 山本譲二「二度惚れの女」（「譲二さんと所さん」の名でコラボ）
- 石倉三郎「雨の月島」「警告」
- misono「家族の日」（作曲）「気のきかないケーキで誕生日」
- 石田ひかり「お年玉」（『みんなのうた』で放送）
- 山田邦子「センセーショナルクニコ」
- 小林幸子「恋のかけひき」（セリフ無しとセリフ入りの2種類あり）
- jealkb「koi koi」
- AIKA「約束」
- ももいろクローバーZ「KONOYUBi TOMALe」[41]
- AKA「もうすぐ秋ですネェ」（レディオ954と同時配信）
- レディオ954「もうすぐ秋ですネェ」（AKAと同時配信）
- DA PUMP「サンライズ・ムーン〜宇宙に行こう〜」
- 8Law「夕陽につつまれて」
- 新浜レオン
  - 「全てあげよう」
  - 「Love story」
  - 「結婚式に歌う唄」
  - 「恋人になる3日前のお話し」
  - 「好きって何度も言う」
  - 「月あかり」
  - 「全てあげようwith 木梨憲武」
  - 「くちづけ」
  - 「恋にゆれて」
  - 「夏の香り」
- キューティー☆モリモリ「そろそろ冬ですネェ」
- ヒロミ「多摩地域南部の唄」
- 松本伊代「ちょっと素敵なジャーニー」
- 荻野目洋子「Let's shake」
- 木梨憲武「きみのたこ焼き」
- AkaTake「恋人になる3日前のお話し」
- 岩井ジョニ男「ジョニー・A・グッド」
- 純烈「たった2秒の恋」
- 田中あいみ
  - 「ドアを開けてみた with 木梨憲武」
  - 「仁川エアポート with 所ジョージ」
- 青山新「TOKYOメトロブルース」
- 和田アキ子「人生は美しい」（TBS「アッコにおまかせ!」 エンディングテーマ）

### 未発売曲
所の曲には、テレビでのみ披露されただけの未発売曲が多数あるが、下記の曲は曲名が定まっている楽曲のみ。その他YouTubeでも楽曲を発表しているため、未発売曲は莫大に存在している。
- 志村けんの唄
  - 「志村けんのバカ殿様」で披露された楽曲。タイトルにある様に志村けんについて歌っているかと思いきやいかりや長介をこき下ろす内容の歌で、エンディングで放送禁止用語が入っている。
- 東村山ラプソディー
  - 「志村けんのバカ殿様」で、上記の「志村けんの唄」の後に披露された曲、「『東村山の歌』[注釈 13] は、良い事ばっかり言ってるから真実を歌わないと」と言う趣旨で作ったと言う。
- ちんこ馬子唄
- まちにでかけるうた
  - NHK教育テレビ『まちへとびだそう』テーマソング[42]
- 背中でツイスト
  - NHK『みんなのうた』1989年12月 - 1990年1月放送楽曲[43]。放送で使われたアニメには所に似たキャラクターが登場する。コンピレーションアルバムには中尾隆聖によるカバー音源を収録。
- 夢の中でさようなら
  - OVA「となりのトコロ」のエンディングテーマ。
- また綿飴舐める日まで…
  - 木梨憲武＆所ジョージ名義。木梨憲武のラジオで披露された。
- 本当の夏色
  - ゆずこしょう名義。ゆずこしょうとは、木梨憲武と所ジョージ。木梨憲武のラジオで披露された。
- 八王子工務店の唄 feat. 木梨憲武、所ジョージ
  - ヒロミのために作られた楽曲。
- 優柔不断 feat.所ジョージ, ファーストサマーウイカ
  - 木梨憲武の楽曲。
- ソフトクリーム〜イ・ボミへ〜 feat.所ジョージ、aka
  - 武田雛歩の楽曲。

## 著書
- 所ジョージの私ならこうします - 世直し改造計画
- 所ジョージのハレハレ青春口座
- 所ジョージのハッタリぶぁいく術 - 口先とヘッドワークでバイクライフを楽しむ本!
  - 『所さんのハッタリ大放送 : とっても役立つムダ』〈光文社文庫〉、光文社、1987年1月20日。
- 『俺に訊け』〈光文社文庫〉、光文社、1987年5月20日。
- 所ジョージの店頭販売
- 所ジョージの我思うところに所あり
- 所ジョージのためになる昔話
- 所ジョージさんの頭がパァ〜。
- 所さんの目がテン! - 知っているとエライ!所ジョージのこだわり科学
- 所さんの目がテン!（2）
- 所さんの目がテン!（3）
- 所さんのランチボックス
- 所さんのまもるもせめるもアクアク大冒険
- 所さんの新亭主論―幸せのルール・ブック
- 所さんの私はクジラ 無駄がない
- 所さんにまかせなさい
- トコロさんの新昔ばなし（頭蓋骨骨盤篇）
- トコちゃんのコトパロジー 国語、算数、イカ、シャケ、貝。
- トコちゃんのフロム・ティー
- トコちゃんの人生楽ありゃ楽もある（昔ばなし教訓編）
- 『ウサギとカメとトコちゃん : 寓話王イソップをチョッキン』シンコー・ミュージック、1987年8月14日。
- トコロンブスのタマゴ―トコちゃんの言われてみればそのとおり
- トコちゃんの新調・昔ばなし（ヒーロー回転ループ・スペクタクル編）
- むかしむかし、あるトコちゃん。- トコちゃんの日本昔ばなし・その後
- マッチ売りのトコちゃん
- 牛若トコロ丸
- 投稿四字列語
- アタマ八分目、ココロ八分目
- さめたカツ丼はどこだ…!!
- 日々、これ口実
- 末端価格で出ています - 所ジョージの読み切りTV
- 弁当はどこだ…!! - January-March
- スんゴイですねェ〜 - Shonen big comic books
- 電話のいたずら
- 花咲かじいさんの恩返し - トコロ流昔話
- No.1の幸せ - 幸せには理由（わけ）があってなんとなく幸せなわけがない話
- テラシマくんはカンガルウ
- 所ジョージ大全集
- 新亭主論 - ずっと一緒に暮らしたい
- 買いたい新書 - 選ばれし民、かく生き、かく暮らすの記
- 元祖・所ジョージさんの 頭悪いんじゃないの?
- 新幹線はでかい!
- マグロ君は海産物
- まちがってる〜 - 今世紀最後の「偉大なるボツ」
- テラシマくんのやさしい失敗
- はたらくテラシマくん
- ザ・原宿 - Harajuku徹底guide
- 私はまっかなプロデューサー - 所ジョージさん書き下し天才シナリオ集（Vol.1）
- 『新解釈 トコロ辞典』ネコ・パブリッシング 2022
- 『幸せのひきがね』ネコ・パブリッシング 2024

## ゲームソフト
- 所さんのまもるもせめるも（ファミリーコンピュータ・エピックソニー、1987年）
  - 所ジョージ本人が企画・構想・キャラクターデザイン・BGMを手掛けている。
- 所さんのまーまーじゃん!（アーケード（システム24）・セガ、1992年）
- 所さんのまーまーじゃん2 -ToKoRo'sCup-（アーケード（システム24）・セガ、1994年）
- ToKoRo'sマージャン（スーパーファミコン・ビック東海、1994年）
  - 所ジョージをはじめとして芸能界の大御所を変名したキャラクターが登場する[44]。
- トコロ's まあじゃん Jr.（ゲームボーイ・ビック東海、1994年）
  - スーパーファミコン版の縮小移植。キャラが動物に変わっている。
- 所さんの大富豪（プレイステーション・コナミ、2000年）
- 所さんの世田谷カントリ-クラブ（ゲームボーイカラー・ナツメ、2000年）
- じゃがいぬくん（ゲームボーイ（カラー対応）・ビクターインタラクティブソフトウエア、2000年）
  - BGMを手掛けている。
- pop'n music 4（アーケード/プレイステーション/ドリームキャスト・コナミ、2000年）
  - 音楽ゲームの収録曲の1つとして、「Nanja-Nai」（ジャンル:カヨウハウス）という楽曲の作詞を担当。作曲は竹安弘、歌唱は研ナオコ。
- CR所さんのすんごいパチンコ台（パチンコ・大一商会、2006年）

## DVD
以下はDVD（全て発売元・販売元は（株式会社）ポニーキャニオンから発売中である）

### 所さんの世田谷ベース
「所さんの世田谷ベース」
2007年12月19日発売 PCBP.61604 ¥7,875(3枚組)
「所さんの世田谷ベースII」
2008年7月16日発売 PCBP.61605 ¥7,875(3枚組)
「所さんの世田谷ベースIII」
2009年3月18日発売 PCBP.61606 ¥7,875(3枚組）
「所さんの世田谷ベースIV」
2010年3月15日発売 PCBP.61607 ¥7,875(3枚組)
「所さんの世田谷ベースV」
2010年3月16日発売 PCBP.61608 ¥7,875(3枚組)
「所さんの世田谷ベースVI」
2011年11月16日発売 PCBP.61609 ¥7,875(3枚組)
「所さんの世田谷ベースVII」
2012年8月15日発売 PCBP.61610 ¥7,875(3枚組)

### 所さんの沖縄ベース
「所さんの沖縄ベース」
2009年8月19日発売 PCBP.51705 ¥5,250(2枚組)

### 所さんのスネークモータース
「所さんのスネークモータース コブラ・ブロンコ編」
2010年11月17日発売 PCBP.52101 ¥5,250(2枚組)
「所さんのスネークモータースII コルベット・F-150編」
2011年5月18日発売 PCBP.52102 ¥5,250(2枚組)
「所さんのスネークモータースIII スカイラインS54B・フォード ラットスタイル編」
2012年2月15日発売 PCBP.52103 ¥5,250(2枚組)